# Тілугі андійський
Тілу́гі андійський (Drymophila striaticeps) — вид горобцеподібних птахів родини сорокушових (Thamnophilidae). Мешкає в Андах.

## Поширення і екологія
Андійські тілугі мешкають в Західних і Центральних хребтах Анд в Колумбії, Еквадорі, Перу і Болівії. Вони живуть у вологих гірських тропічних лісах Анд. Зустрічаються на висоті від 1200 до 2500 м над рівнем моря.